# Taiwanathous
Taiwanathous là một chi bọ cánh cứng trong họ 
Elateridae.
Chi này được miêu tả khoa học năm 1930 bởi Miwa.

## Các loài
Chi này có các loài:
- Taiwanathous arisanus Miwa, 1930